# Josep Maria Nolla i Panadès
Josep Maria Nolla i Panadès (Tarragona, 27 de maig de 1921 - 30 de setembre de 1982) fou un metge i polític tarragoní instal·lat des de l'any 1954 a Girona.

## Trajectòria
Va estudiar de practicant a l'Escola Normal de la Generalitat (1937-1938). En acabar la guerra civil espanyola va poder estudiar medicina a la Universitat de Barcelona, on es va llicenciar en 1946. Ha exercit com a metge a Vallbona de les Monges (Urgell) de 1946 a 1954, a l'Albagés (Garrigues) i a Girona (1954), on esdevingué metge titular de la Seguretat Social i membre del Col·legi de Metges de Girona, del que en fou secretari el 1970 i president el 1976.
A les eleccions al Parlament de Catalunya de 1980 fou elegit diputat per la circumscripció de Girona, però va morir sense poder acabar el mandat. De 1980 a 1982 fou secretari de la comissió de Política Social del Parlament de Catalunya.